# Pachylocerus nayani
Pachylocerus nayani es una especie de escarabajo longicornio del género Pachylocerus, tribu Pseudolepturini, orden Coleoptera. Fue descrita científicamente por Vives en 2010.
El período de vuelo ocurre durante el mes de mayo.

## Descripción
Mide 18 milímetros de longitud.

## Distribución
Se distribuye por Malasia (isla de Borneo).